# جيم مودي (لاعب كرة قدم أسترالية)
جيم مودي (بالإنجليزية: Jim Moodie)‏ هو لاعب كرة قدم أسترالية أسترالي، ولد في 1 ديسمبر 1905، وتوفي في 6 مارس 1980.

## وصلات خارجية
- جيم مودي على موقع AustralianFootball.com (الإنجليزية)
- جيم مودي على موقع AFLtables.com (الإنجليزية)